# Танковая дивизия «Мюнхеберг»
Танковая дивизия «Мюнхеберг» (нем. Panzer-Division «Müncheberg») — тактическое соединение сухопутных войск вооружённых сил нацистской Германии. Принимала участие во Второй мировой войне. Несмотря на свою менее чем двухмесячную историю, дивизия широко известна благодаря участию в боях на улицах Берлина.

## Боевой путь
Дивизия была сформирована 8 марта 1945 года в районе одноимённого города под руководством генерал-майора Вернера Мумерта, кавалера Рыцарского креста с дубовыми листьями и мечами. Сильно недоукомплектованный контингент дивизии составляли в основном учащиеся военных школ и бойцы из состава резервных частей. Только танковый батальон был полностью механизирован, автотранспорта хватало лишь для раненых. Через несколько дней после формирования дивизия отправилась к Кюстрину, где пыталась не дать советским войскам форсировать Одру. 
Далее «Мюнхеберг» сражалась на Зееловских высотах, после чего отступала с боям на восток, сражаясь в том числе и на улицах Мюнхеберга. 
В итоге дивизия дошла до Берлина, где заняла оборону на юго-востоке. 25 апреля она успешно отражала атаки на Нойкёльн, на следующий день отступила в центр. Части дивизии сражались в районе Бранденбургских ворот и «Зообункера». 30 апреля Гитлер застрелился, а 2 мая командующий обороной города Гельмут Вейдлинг приказал оставшимся частям сложить оружие. Раненый за день до этого Муммерт приказал дивизии прорываться через Тиргартен в Шпандау и далее из города. Под массированным обстрелом часть солдат вперемешку с гражданскими лицами прорвалась на запад. Однако лишь единицы смогли достичь Эльбы и сдаться Союзникам, большинство, во главе с Муммертом, попали в советский плен.

## Боевой состав
- Танковый батальон «Куммерсдорф» (4 роты «Пантер» и «Тигров»)
- Танковый батальон «Мюнхеберг»
- Моторизованный полк «Мюнхеберг 1»
- Моторизованный полк «Мюнхеберг 2»
- Артиллерийский полк «Мюнхеберг» (1 дивизион)
- Разведывательная рота «Мюнхеберг»
- 682-й дивизион истребителей танков
- Противотанковая артиллерийская батарея «Мюнхеберг»
- Сапёрная рота «Мюнхеберг»
- Рота связи «Мюнхеберг»
- 301-й армейский дивизион зенитной артиллерии

## Награждённые Рыцарским крестом Железного креста
- Хорст Цобель, 14.4.1945 — капитан, командир танкового батальона «Мюнхеберг»